# Contea di Anderson (Texas)
La contea di Anderson (in inglese Anderson County) è una contea dello Stato del Texas, negli Stati Uniti. La popolazione al censimento del 2010 era di 58,458 abitanti. Il capoluogo di contea è Palestine.

## Geografia fisica
Secondo l'Ufficio del censimento degli Stati Uniti d'America, la contea ha un'area totale di 1.078 miglia quadrate (2.790 km²), di cui 1.063 miglia quadrate (2.750 km²) è la terra e 15 miglia quadrate (39 km², corrispondenti all'1,4% del territorio) è l'acqua.

### Strade maggiori
- U.S. Highway 79
- U.S. Highway 84
- U.S. Highway 175
- U.S. Highway 287
- State Highway 19
- State Highway 155
- State Highway 294

#### Contee adiacenti
- Henderson County (nord)
- Cherokee County (est)
- Houston County (sud)
- Leon County (sud-ovest)
- Freestone County (ovest)

#### Aree nazionali protette
- Neches River National Wildlife Refuge

## Storia

### Nativi Americani
Gli indiani erano molto amichevoli con i coloni che risiedevano nel Texas orientale prima che i Kiowa, i Kickapoo, i Kichai, gli Apache e Comanche invasero il loro territorio. Queste tribù cacciavano, coltivavano la terra, ed erano abili commercianti. Nel 1772 si erano stabiliti a Brazos, a Waco e a Trinity, a Palestine. I Tawakoni erano degli indiani risiedenti nel nord del Texas, ma emigrarono nel Texas orientale. Dal 1843 in poi, i Tawakoni facevano parte dei trattati da parte sia della Repubblica del Texas che degli Stati Uniti.

### Colonialismo
Nel 1826, l'empresario David G. Burnet ricevettero una sovvenzione da parte del legislatore Coahuila y Tejas a stabilirsi 300 famiglie in quella che oggi è Contea di Anderson. La maggior parte dei coloni nella contea provenivano da stati del sud e dal Missouri.
Il leader spirituale Battista Daniel Parker e altri otto uomini costruirono la Pilgrim Predestinarian Regular Baptist Church a Lamotte, Illinois.

## Società

### Evoluzione demografica
| Anno       | Popolazione | ±%     |
| ---------- | ----------- | ------ |
| 1850       | 2,684       | Note:  |
| 1860       | 10,398      | 287.4% |
| 1870       | 9,229       | −11.2% |
| 1880       | 17,395      | 88.5%  |
| 1890       | 20,923      | 20.3%  |
| 1900       | 28,015      | 33.9%  |
| 1910       | 29,650      | 5.8%   |
| 1920       | 34,318      | 15.7%  |
| 1930       | 34,643      | 0.9%   |
| 1940       | 37,092      | 7.1%   |
| 1950       | 31,875      | −14.1% |
| 1960       | 28,162      | −11.6% |
| 1970       | 27,789      | −1.3%  |
| 1980       | 38,381      | 38.1%  |
| 1990       | 48,024      | 25.1%  |
| 2000       | 55,109      | 14.8%  |
| 2010       | 58,458      | 6.1%   |
| Stima 2015 | 57,580      | −1.5%  |

A partire dal censimento del 2000, c'erano 55.109 persone, 15.678 gruppi famigliari e 11.335 famiglie che risiedono nella contea. La densità di popolazione era di 52 persone per miglio quadrato (20 / km²). C' erano 18.436 unità abitative ad una densità media di 17 per il miglio quadrato (7 / km²). Il trucco razziale della contea era del 66.44% Bianco, del 23.48% Nero o Americano africano, lo 0,64% nativi americani, lo 0,45% asiatici, lo 0,03% delle isole del Pacifico, l'8,00% da altre razze, e lo 0,96% da due o più razze. Il 12.17% della popolazione erano Ispanici o Latini.
C'erano 15.678 famiglie da cui il 34.10% hanno avuto bambini sotto l'età di 18 anni che vivono con loro, il 55.50% erano coppie di sposi che vivevano insieme, il 13.20% hanno avuto un capofamiglia femminile senza la presenza del marito e il 27.70% erano non-famiglie. Il 24.80% di tutte le famiglie hanno formato degli individui. Il formato medio della famiglia era 2,58 persone.
Nella contea, la popolazione è stata distribuita con il 20.70% di età inferiore ai 18 anni, il 9,30% dai 18 al 24, il 37.70% 25-44, il 20,60% 45-64 e l'11,70% 65 anni o più. L'età media era di 36 anni. Per ogni 100 femmine c'erano 155,80 maschi. Per ogni 100 femmine sopra i 18 anni, c'erano 173,40 maschi.
Il reddito medio per una famiglia nella contea era di $ 31.957. I maschi avevano un reddito medio di $ 27.070 contro i $ 21.577 per le femmine. Il reddito pro capite per la contea era di $ 13.838. Circa il 12.70% delle famiglie e il 16,50% della popolazione erano sotto la linea di povertà, mentre il 21.60% di quelli era al di sotto dei 18 anni e il 16.60% erano sopra i 65 anni.

## Media
I media locali includono KDFW-TV, KXAS-TV, WFAA-TV, KTVT-TV, KERA-TV, KTXA-TV, KDFI-TV, KDAF-TV, KFWD-TV, KLTV, KTRE-TV, KYTX-TV, KFXK-TV, KCEB-TV, e KETK-TV. Nella contea vengono pubblicati due giornali: uno a Palestine, dove viene rilasciato il Palestine Herald-Press, e l'altro a Frankston, dove viene invece pubblicato il Frankston Citizen.

## Amministrazione
Nella contea sono presenti quattro diversi carceri, tutti appartenenti alla Texas Department of Criminal Justice (TDCJ), oltre ad un impianto di trasferimento, il Gurney Unit. Essi sono presenti in una comunità non incorporata a 7 miglia (11 km) ad ovest di Palestine. Il giudice della contea è l'onorevole Robert D. Johnston, mentre Greg Taylor è lo sceriffo.

## Educazione
Le seguenti scuole si trovano nella Contea di Anderson:
- Athens Independent School District
- Cayuga Independent School District
- Elkhart Independent School District
- Frankston Independent School District
- La Poynor Independent School District
- Neches Independent School District
- Palestine Independent School District
- Slocum Independent School District
- Westwood Independent School District

## Comunità

### Città
- Palestine
- Bois d'Arc
- Bradford
- Broom City
- Cayuga
- Long Lake
- Montalba
- Neches
- Pert
- Slocum
- Tennessee Colony
- Wild Cat Bluff